# Lüneburg (planetka)
(10801) Lüneburg je planetka hlavního pásu pojmenovaná po německém městě Lüneburg. Její fyzikální vlastnosti zatím nejsou určeny.

## Původ jména
Planetka je jednou ze šesti planetek pojmenovaných u příležitosti 250. výročí úmrtí J. S. Bacha. Jméno každé z nich je svázáno s určitým obdobím jeho života, v průběhu let 1701–1703 byl v Lüneburgu v klášterní škole sv. Michala sboristou a dokončil si zde střední vzdělání.